# 仮面ライダー龍騎の登場仮面ライダー
本記事では、特撮テレビドラマ『仮面ライダー龍騎』に登場する「仮面ライダー」について記述する。
『劇場版 仮面ライダー龍騎 EPISODE FINAL』に先行登場した仮面ライダーは劇場版 仮面ライダー龍騎 EPISODE FINAL#本作品オリジナルの仮面ライダーを参照。『仮面ライダーディケイド』に登場した仮面ライダーアビスは仮面ライダーディケイド#仮面ライダーアビスを参照。

## 概要
『仮面ライダー龍騎』の劇中には、現実世界と表裏一体のごとき鏡の世界ミラーワールドが存在しており、そこには凶悪なミラーモンスターが棲息している。そして「仮面ライダー」とは、神崎士郎が開発したカードデッキを使用し、戦闘強化服を装着してミラーワールドで戦う者を指す。仮面ライダーたちはそれぞれ特定のミラーモンスターと契約を交わし、自らの味方とすることで、戦うための力や武器を得るのである。
モンスターの力の具現化は、カードリーダー型の召喚機にデッキから選んだアドベントカードを差し込むことによって行う。多くの場合は、契約モンスターのボディの一部を模した武器が供給される。また、仮面ライダー自身の戦闘能力も契約モンスターのパワーに左右されるため、他のミラーモンスターを倒すことで放出されるエネルギーを契約モンスターに吸収させて強化していくことが、自らの能力向上の最良の方法となる。その逆に他のモンスターとの戦闘を避け、契約モンスターにエネルギーを与えずにいた場合、契約違反とみなしたモンスターが仮面ライダーに襲い掛かる事態もありうる。
神崎士郎が開発したカードデッキは、全部で13個。カードデッキの入手経緯は、通常は士郎に直接選定された人間が変身するという形だが、カードデッキが破壊されていなければ、契約は破棄されずに継続されたままであるため、城戸真司や手塚海之、由良吾郎、オーディンのように本来の持ち主が死亡するなどして遺されたデッキを第三者が入手し、変身した例外も存在する。
13人の仮面ライダーたちは共存することができず、互いに戦いあう宿命を負っている。なぜなら戦いを勝ち抜いて生き残った1人には「最後の扉」を開く力が与えられ、どんな願いも叶えることができるとされているからである。偶然戦いに巻き込まれた城戸真司以外の仮面ライダーは、昏睡状態の恋人を蘇生させようとする秋山蓮や、自らを蝕む不治の病を克服しようとする北岡秀一のように、それぞれ譲れない願いを抱いているため、戦い続けるしかない立場に置かれている。
しかし神崎士郎の真意は、幼いころに死亡し、今はかりそめの命で生きる妹の優衣に「新しい命」を与えることにあった。士郎が仮面ライダーたちを戦わせていた理由は、それが「新しい命」を作り出す方法だったからであり、最後の1人の願いが叶うという触れ込みは偽りであったと思われる。ただ、テレビシリーズで最後まで生き残ったのは秋山蓮であったため、彼は出現した「新しい命」を恋人に与えることで、結果的に願いを叶えることができた。
『小説 仮面ライダー龍騎』では仮面契約者と称され、変身の技術はミラーワールドに通じる錬金術と魔法の産物とされている。
- 本作品に登場する仮面ライダーのモチーフは騎士であり、加えて契約モンスターの属性を持つ。騎士というモチーフは、本作品の企画初期に仮面ライダーシリーズではなく『仮面ライダー』の企画原型の一つである『クロスファイヤー』をモチーフとした騎士ヒーローだった名残である[6]。
- デザインは原則としてプレックスが手がけたが、途中で死んでしまうキャラクターは商品化しにくいために同社は担当せず、例外的にシザースとインペラーは篠原保がデザインしている[7]。また、篠原は疑似ライダーも描いている。
- 主要な仮面ライダーである龍騎・ナイト・ゾルダはそれぞれ、仮面ライダー1号の複眼・クラッシャー・触角をモチーフにパーツに盛り込んでいる[出典 1]。また、各デザインの共通のルールとして、「騎士」、「西洋的な鉄仮面」、「スリットの入ったシルバーのバイザー」、「銀のハードポイント」、「スーパー戦隊シリーズとは違うディティールのスーツ」、「今風のスニーカー」という要素がある[12][13]。

## 共通設定・共通装備
神崎士郎が開発したカードデッキは、現実世界の人間がミラーワールドに入るための装置である。触れるだけでもモンスターの出現による金切り音を聞き取ることができ、さらにミラーワールドのモンスターを見たり、存在を感知できるようになる。所有者がモンスターと契約を結んだ後は、契約モンスターの紋章が浮かぶ。ケースのカラーは対応する仮面ライダーに準じており、強化形態「サバイブ」に二段変身した後は、サバイブのカードに対応した色に変化する。
カードデッキの所有者が鏡面体の前で変身の意志を示すと、変身ベルト・Vバックルがミラーワールドから鏡面を抜けて転送・実体化され、腰に装着される。Vバックルに「変身」と発声するとともにカードデッキを装填することで、所有者は仮面ライダーへと変身し、ミラーワールドへの侵入が可能となる。ただしミラーワールドでの活動には時間制限があり、9分55秒を越えると仮面ライダーといえども肉体が粒子化して消滅してしまう。なお制限時間前であっても、ミラーワールド内で変身が解除されれば、そのライダーは消滅する。
仮面ライダーたちの肉体は、特殊強化皮膚グランメイルによって覆われ、超人的な水準にまで能力を高められている。ボディ中央近くと両腕、両脚のグランメイルにはフォース・ボーンと呼ばれる立体的な文様が施されており、適度なエネルギーを全身に配分し、また余剰なエネルギーを放出する役目を担っている。仮面ライダーたちは、グランメイルに超硬物質アーメタルでできた手甲などの保護具を重ねることで身を守っており、特に三重構造となった胸部装甲は全身の中で最も強固な部位である。
顔に着用されているアーメタル製の面ソリッドフェイスシールドには取り込んだ気体を浄化殺菌できるプリフィケーションフィルターが内蔵され、毒ガスや汚染地域での活動を可能としている。シールドの奥から覗く眼は、赤外線視力を備える。額には敵の存在や位置、接近を感知するレーダーセンサーであるシグナルがある。
ボディの各部に配置された円形のジペット・スレッドは、脳からダイレクトに仮面ライダーの意志を契約モンスターに伝達する遠隔操作デバイスポイントである。

### アドベントカード
契約モンスターや武器を召喚したり、特殊能力を発動するためのカード。通常はVバックル中央に装填されたカードデッキに収納されており、必要に応じて選択したカードを抜き出し、召喚機に読み込ませることで効果を発揮する。カードごとに攻撃力を表すAP（アタックポイント）、または防御力を表すGP（ガードポイント）という数値が設定されており、20 AP・20 GPが1トンに相当する。
左上に各仮面ライダーを表す紋章が描かれたカードは、その仮面ライダー専用のカードである。本来の所有者以外の仮面ライダーの召喚機で読み取ることもできるが、カードの効果は対象のモンスターと契約している仮面ライダーのみに適用される。それでも他のライダーの武器や技を使用したい場合は、複製効果を持つコピーベントや無作為に他のカードを再現するストレンジベントが有効となる。
紋章の代わりに丸いマークが描かれたカードは、専用の使用者が特定されておらず、誰でも使うことができる。また、モンスターと契約していない者が使用したり、モンスターとの契約時に使用する特殊なカードにも、同じく丸いマークが描かれている。なお、すべてのアドベントカードの裏面は、共通のデザインとなっている。
神崎士郎の意向次第では、アドベントカードの機能が無効化されることがある。その場合、カードに描かれていた図柄はすべて消え去り、真っ黒に変わってしまう。士郎が戦闘再開の意志を示すと、カードの図柄も元通りとなる。
以下に挙げる2種類のカードは、主に仮面ライダー以外の人物が使用するものである。その他のアドベントカードの詳細については、所有者である仮面ライダーの項目を参照。
シール
ミラーモンスターを寄せつけない効果を持ち、これを持つことでミラーモンスターから狙われずに済む。モンスターと契約せずにミラーワールドと関わりを持ってしまった者は、このカードを常に所持する必要がある。
劇中では、江島均教授がシールのカードを使って身を守っていたが、川に落としてしまったためにテラバイターの餌食となった。また、真司も優衣から渡されていたが、戦いを決意したことで自ら破り捨てている。

コントラクト
カードデッキを手にした者が持つモンスターとの契約用のカード。ミラーモンスターと契約すると固有のアドベントのカードに変化する。
数あるアドベントカードの中で最も重要なものとされ、もし紛失したり破損してしまった場合は、契約が無効となるためモンスターに捕食される末路をたどる。

### ライドシューター
現実世界とミラーワールドを結ぶ異次元空間ディメンションホールを越えることができる次元移送機。仮面ライダーはそれぞれが自分用のライドシューターを所有しており、機体はすべて同型で外観に差異は見られない。
普段は鏡の中の空間に置かれており、スターターカードをマニピュレート・コンソールのデッキに挿入することで起動するとされるが、映像作品本編ではデッキの描写は未登場である。車体後部のインフィニティ・パワーユニットが半径50メートルに存在する次元エネルギーを取り込むことで爆発的なパワーを生み出し、どんな路面状況にも適応する車輪アダプテーション・ホイールで疾駆する。
走行時の車体上部はハイクリスタルグラス製のゲイルプロテクト・スクリーンで覆われ、搭乗者を風圧や飛来物から保護している。ミラーワールドに到着して停車すると、スクリーンが上に展開し、シートが前にせりあがって降車可能な態勢となる。
ミラーワールド内の移動にも使用可能で、第43話・第44話では優衣の捜索に使用されたほか、モンスターとの戦闘で体当たり攻撃に用いられた例もある。
- 車体のフードが開いたときに「誰が登場するのか？」という意外性を出すため、全仮面ライダーが同型のライドシューターを所持している設定となっている[7]。
- プロップの自走は前提とされておらず[40]、撮影では公道を走らないことから、それまでの仮面ライダーシリーズとは異なりベース車などの制約を受けない自由なデザインがなされた[6]。

## 仮面ライダー龍騎
「OREジャーナル」見習い記者の城戸真司が変身する仮面ライダー。取材先で偶然カードデッキを手にしたことからミラーワールドをめぐる戦いに巻き込まれ、当初はミラーモンスターの襲撃から人々を守ることを目的としていたが、やがて仮面ライダー同士の戦いそのものを止めるという志を抱くようになる。
変身に際しては、まず鏡面の前に立ち、左手でカードデッキをかざすことでVバックルが出現して腰に装着される。次いで「変身！」の掛け声とともに右腕を左斜め上に伸ばし、Vバックルにカードデッキを装填すると、龍騎の姿が体にオーバーラップして変身完了となる。
赤いグランメイルで全身を覆い、その上にブラックアーマーを装備する。胸部のドラゴンチェストは、さらに銀色の装甲を追加した三重構造で、非常に堅固な造りとなっている。ソリッドフェイスシールドの奥からは丸いレッドアイがのぞき、額にはドラグレッダーと契約した証である龍の紋章ドラグクラウンを戴く。また、足の裏にも龍の紋章が刻まれている。
パンチやキックなどの肉弾戦を得意とする。当初は、ぎこちない動きで、能力を生かし切れていなかったが、戦いの経験を重ねたことと、ドラグレッダーが倒したモンスターのエネルギーを捕食していくことで、急激に武器や技が強化されていった。テレビシリーズでは他の仮面ライダーと比較して駆除したミラーモンスターの数が圧倒的に多い反面、「ライダーバトルを止めようとする」という立場ゆえに対人戦では優勢になることが少なく、ピンチに陥る展開が頻繁に見られた。
テレビスペシャル版では初代龍騎として、榊原耕一が変身。ミラーモンスターとの戦闘で致命傷を負ったため、その場に居合わせた真司にカードデッキを託して消滅した。榊原は真司とは対照的に力強い肉弾戦を展開し、必殺技を放つ際にはカンフーの使い手のような叫び声を発していた。
『仮面ライダーディケイド』第6話・第7話ではATASHIジャーナルのカメラマンの辰巳シンジが変身する。
- 名称は「龍騎」の他に、「龍牙」や「龍」の案もあった[50]。
- ソリッドフェイスシールドのデザインは騎士ヒーロー企画のころから検討されていて、複眼は仮面ライダーの企画に移行した際に付け足された[6]。また、口元は『仮面ライダーX』のパーフェクターをイメージしている[6]。後頭部にある三角形の模様は仮面ライダー1号のデザインを踏襲している[9]。他のヒーローとの差別化をはかるために、フェイスガードや額の紋章の上部には間を持たせるものとして金色のラインを入れている[8]。
- スーツアクターを務めた高岩成二は、変身前後でのキャラクターの同一性を重視し、従来的なヒーローとしての格好良さよりではなく素面の演技と同様に感情を表現している[51]。アクション面でも変身前のキャラクター性を意識した「ケンカアクション」を用いており、以降の仮面ライダーの基礎となっている[51]。

契約モンスター

ドラグレッダー
赤龍型モンスター。劇中でナイトが「大物」と評しているように、体長は確認されているミラーモンスターの中でも最大級だが、宙をうねりながら飛ぶため高い機動性を誇る。
頭部にはAIが備わっており、両目のドラグアイで解析した敵モンスターの能力をデータとして蓄積し、龍騎にもフィードバックする。鼻先からは鋭い触覚レーダー・ドラグフィーラーが伸びる。鋼鉄をもかみ砕く牙が生えた口部ドラグジャウからは、5,000℃の高熱火炎ドラグブレスを吐く。
長い胴体にはカミソリのように鋭い背びれドラグフィンが備わり、尻尾ドラグテイルの先端は刃となって敵を叩き切る。
契約前は真司をエサとして狙っていたが、彼と契約して龍騎に力を与える。契約後も真司が戦意を喪失したときに契約違反として襲おうとしたこともあるが、戦いを重ねることで真司との絆も深まっていった。
真司がモンスターとの戦闘で命を落とした後の動向は明らかでない。
- 名前の由来は、龍を意味する「dragon」と、赤を意味する「red」に「er」を付け加えた物である。

召喚機
ドラグバイザー
左腕に装備されている、赤龍の顔を模したガントレット型のカードリーダー。上部カバーをスライドさせ、展開するカードホルダー部にカードを装填することで効力を発揮する。
ただし、武器として使用することはできない。
所有カード・武器・技
アドベント
ドラグレッダーを召喚する。5,000 AP。
ソードベント
ドラグセイバー
龍騎の主力武器である、ドラグレッダーのドラグテイルを模した青龍刀型の剣。2,000 AP。
鋭い切れ味と剣さばきによって厚さ40センチメートルの鋼鉄をも容易く切り裂く。龍騎は空中に跳び上がり、この剣で敵の頭上から斬りつけるのを得意技としている。
ガードベント
ドラグシールド
ドラグレッダーの胴体ドラグボディーの形をした守備用アイテム。2,000 GP。2枚同時に召喚可能。
両手に持って敵の攻撃を跳ね返すほか、両肩にアーマーとして装着することで他の武器と併用できる。
ストライクベント
ドラグクロー
ドラグレッダーの頭部の形を模しており、右腕に装着される手甲。2,000 AP。
殴る際の武器としての使用の他、照準器が内蔵されており、狙う方向へ突き出すことで、ドラグレッダーが火炎弾を放って敵を焼き尽くす技ドラグクローファイヤーを炸裂させる。
ドラグクローの役割はあくまで照準を合わせることなのだが、「超高熱火炎を放つ」と記載された資料もあり、混乱が見られる。『仮面ライダーディケイド』のような後年の作品に登場した際は、ドラグクロー自体から火炎が放たれる描写となっている。
ファイナルベント
ドラゴンライダーキック
自身の周りを旋回するドラグレッダーと共に空中に舞い上がり、背後に回ったドラグレッダーが吐くドラグブレスのエネルギーに乗って急降下しながら右足で跳び蹴りを叩き込み、強烈な衝撃と熱で敵を粉砕する。6,000 AP。
発動時には、腰を低く落とした特徴的なポーズを決めて精神を集中させる。
テレビスペシャルの漫画版では、榊原が変身する龍騎がディスパイダーの糸に捕まった真司を助けるために、技名を叫びながら放っている。
上記のほか、玩具用に考案された映像作品に反映されない技があり、龍騎の解説として「ソードベント・龍舞斬」「ストライクベント・昇龍突破」「ガードベント・竜巻防御」を掲載する資料もある。

合体技
ダブルライダーキック
ハイパーバトルビデオで使用。仮面ライダーアギトとの合体技で、発動時には見よう見まねでポーズを決めることでアギトのライダーキック同様に龍騎の足元に龍の紋章が浮かぶ。

### ブランク体
ブランク体とは、モンスターと契約する前の仮面ライダーの姿である。召喚機を所有しているため一応アドベントカードを使うことはできるが、能力は著しく低く、またカードデッキには何の紋章も描かれていない。
龍騎のブランク体はボディカラーが「濃いグレー」や「ブルーグレー」と描写される暗い色調であり、額のドラグクラウンもまだない。第1話で真司が初変身を遂げた際は、ドラグレッダーとの契約前であったため、この姿となった。また第16話では、仮面ライダーガイとの戦いで半ば失神状態となった折に契約のカードを取り落とし、ガイにカードを奪われてしまったため、ブランク体に戻っている。
召喚機
ライドバイザー
左腕に装備されている、ガントレット型のカードリーダー。
モンスターとの契約前なので、強力な武器や技は召喚できない。

所有カード・武器
ソードベント
ライドセイバー
専用の剣。300 AP。
ディスパイダーへの一振りも効果がなく、あっさりへし折られてしまったことから、実質的な戦闘ではあまり役に立っていない。
上記のほか、テレビ朝日の公式サイトには「ガードベント・ライドシールド」が記載されていた。

### 龍騎サバイブ
仮面ライダー龍騎が、神崎士郎から与えられたサバイブ-烈火-のカードを使用して強化変身した姿。戦闘能力が大幅に向上するが、エネルギーの消耗が激しいため、長時間この形態を保つことはできない。
強化変身に際しては、まずカードデッキからサバイブのカードを引き抜くことで、炎のエネルギーが周囲に燃え上がり、召喚機がドラグバイザーツバイへと変化する。続いてドラグバイザーツバイの口を開き、サバイブのカードを装填してから口を閉じると、体が炎のエネルギーに包まれて変身完了となる。なお劇場版でのみ、通常と同じ変身ポーズをとって真司の姿からサバイブ形態へと直接変身していた。
グランメイルの色は黒、カードデッキの色は赤に変化している。また装甲もサバイブのカードの影響を受けて強化され、腕部と脚部には金色の保護具ゴールドアーマー、胸部にはレッドディフェンスが現れている。額のドラグクラウンは金色となり、ドラグランザーといかなる場所でも意思疎通を図ることが可能な2本の超感覚器官ドラグフィーラーが追加された。
アドベントカードの特性にも変化が見られ、追加装備は召喚されず、ドラグバイザーツバイの機能と、ドラグランザーの能力を直接使用する攻撃を主体とする。
- 龍騎の初期ラフデザインの中には全身に龍のモチーフを取り入れたものがあり、龍騎サバイブにはそのイメージが改めて取り入れられた[76]。また、フェイスガードが外れて、段差が外れてV3のような顔になるという案もあった[8]。龍騎ではガンメタを頬に入れていたが、あやふやであったためサバイブではシルバーに入れている[8]。また龍騎サバイブは、バイクに搭乗することを意識してデザインされており、レッドディフェンスの肩が張り出しているのも、バイクと一体化したラインを醸し出すための工夫である[77]。
- サバイブのデザインには強化されたことを表す金の差し色が加えられているが、これは『仮面ライダークウガ』のライジングフォーム以来となる[76]。

契約モンスター

ドラグランザー
ドラグレッダーがサバイブの力で進化変身した姿。口から吐くドラグブレスの温度は7,000℃に上昇している。
ドラグランザー自身の意思では進化やモード変形を行うことはできず、龍騎の形態に合わせて契約モンスター側の形態も決まる。
モンスターモード
光を帯びたドラグレッダーが、古い皮を脱ぎ捨てるようにボディを剥離させて進化した姿。体長は進化前からさらに長くなり、飛行速度も向上している。
背中に龍騎サバイブを乗せて飛行し、空中戦闘を行うこともできる。
バイクモード
ファイナルベント時に変形するバイク形態。龍騎サバイブが背中に跨ると、両目をアーメタル製のドラグフェイスシールドが覆い、一瞬大きく膨らんだ胴体部分から車輪ドラグホイールが出現。前後のドラグアームの間の部分が3つに折り畳まれ、最後にドラグアームが前輪を包み込んで変形完了する。
前輪を持ち上げるウィリー走行も可能とする。また、バイクモードであっても首は自在に動かすことができ、火炎弾の狙いを定める。
- 当初は6輪ものタイヤが付いた長車体バイクが考えられていたが、実車を製作することになったために実現しなかった。

召喚機

ドラグバイザーツバイ
ドラグバイザーがサバイブ-烈火-の炎のエネルギーによって変形する、ドラグランザーの頭を模したハンドガン型のカードリーダー。
カードホルダー部が2箇所あり、下顎を展開させることで現れる前方のカードホルダーにサバイブのカードを装填することで、龍騎サバイブへの強化変身が可能となる。変身後に通常のカードを使用する場合は、グリップを引くことで展開する後方のカードホルダーに装填することで効力を発揮する。
シュートベント時はそのままの形態で、ソードベント時には先端からドラグブレードを伸ばして、それぞれ武器として使用する。アドベントカードを使用せずに、銃口から光線を放つこともできる。

所有カード・武器・技
サバイブ-烈火-
強化変身のための、炎の力を司るカード。
通常形態では仮面ライダーナイトに力で及ばなかった龍騎が、サバイブ同士の対決では互角以上の戦いを繰り広げており、このカードで変身者の戦闘スキル差を補って余りあるほどの強化が行われたといえる。
アドベント
ドラグレッダーをドラグランザーに進化させて召喚する。7,000 AP。
ソードベント

ドラグブレード
ドラグバイザーツバイ本体から前部に展開して出現させた必殺剣。3,000 AP。
刀身はそれほど長くないが、その威力はライダーのボディをも切り裂くほど。
- 撮影用プロップは刀身の部分が大型になっている。

バーニングセイバー（バーニングセイバーツバイ）
ドラグブレードの剣先に炎をまとわせ、3体の敵を斬る。テレビシリーズでは未使用。
『仮面ライダーディケイド』にてディケイド コンプリートフォームが召喚した龍騎サバイブが使用し、生み出した巨大な炎の剣で接近した敵を直接斬って燃やし尽くすパターンも披露した。
ガードベント
ファイヤーウォール
ドラグランザーのドラグテイルによる炎の幕で敵の攻撃を弾き返す攻防一体の技。4,000 GP。
シュートベント
メテオバレット
ドラグバイザーツバイの口の部分から火炎弾を発射し、ドラグランザーの超高温の火炎弾と同時に浴びせる。4,000 AP。
劇中ではシアゴーストなどに使用された。
ストレンジベント
使用すると、カードデッキには含まれていない別のアドベントカードに変化するカード。そのため、召喚機に装填するまで何に変化するかわからない。
劇中ではトリックベント・シャドーイリュージョンやスチールベントに変化した。
シャドーイリュージョン
ナイトのシャドーイリュージョン同様、自身の分身体を複数生成する。2,000 AP。
スチールベント
相手の装備を瞬時に奪い取る。劇中ではオーディンのゴルトシールドを奪取したが、直後にオーディンもスチールベントのカードを使用したため、すぐに奪い返された。
ファイナルベント
ドラゴンファイヤーストーム
龍騎サバイブを乗せたドラグランザー・バイクモードがドラグブレスを連続発射して敵の退路を断ち、一直線に突進して敵を粉砕する。9,000 AP。
『仮面ライダー クライマックスヒーローズ』を始めとする後年のゲーム作品では車体で踏み潰す描写がカットされており、火炎弾のみで倒す演出に変更されている。

## 仮面ライダーナイト
昏睡状態に陥った恋人を救いたいと願う秋山蓮が変身する仮面ライダー。最も早くからライダーバトルに参加している。
変身に際しては、まず鏡面の前に立ち、左手でカードデッキをかざすことでVバックルが出現して腰に装着される。次いで「変身！」の掛け声とともに拳を握った右腕を、上体をひねらせながら顔の前に出し、Vバックルにカードデッキを装填すると、ナイトの姿が体にオーバーラップして変身完了となる。
紺色のグランメイルで全身を覆い、その上にブラックアーマーを装備する。銀色の胸部装甲ダークチェストは、最も強固な部位である。ソリッドフェイスシールドの奥からは鋭い目つきのブルーアイがのぞく。
ダークバイザーとウイングランサーを使い分けるスピーディーかつ華麗な西洋剣術を得意とし、ダークウイングとの息の合った連携攻撃を見せる。テレビシリーズでは対ミラーモンスター戦と対人戦の両方で成績が良く、バランスの取れた戦績を残した。
テレビスペシャル版では、龍騎のカードデッキを失った真司が致命傷を負った蓮からカードデッキを託されて変身した。その際の変身ポーズは、蓮が取っていたものと同じだった。
『仮面ライダーディケイド』第6話・第7話ではATASHIジャーナルの元記者だった羽黒レンが変身する。
『仮面ライダージオウ』ではEP29（第29話）に登場する。
- 「ナイト」という名は、騎士を意味する「knight」と、夜を意味する「night」のダブルミーニング[50]。
- ソリッドフェイスシールドの下にブルーアイがあるのは、企画初期の「必殺技使用時に眼が光る」という発想の名残[9]。顎の部分のデザインは仮面ライダー1号のクラッシャーを継承している[101]。
- ブランク体となったナイトは映像作品には登場しないが、バンダイの有料頒布品用に「仮面ライダーナイト ブランクバージョン」のデザイン画が描き起こされている[102]。

契約モンスター

ダークウイング
コウモリ型モンスター。ナイトの背中に合体して、飛行能力を与えることができる。
巨大な翼グレートウイングは、鋼鉄をも切り裂くカッターとして使うことも可能。足の爪先ダーククロウや、翼から生えた爪ダークエッジからは電磁波を放ち、出力を上げれば電磁メスともなる。両耳ダークイヤーは、50キロメートル四方の物体を把握する超音波ソナーとして機能する。暗視能力を備えたバットアイで敵の特性を探知して分析することができ、得られたデータや視覚情報はナイトにも共有される。
蓮の恋人である小川恵里が昏睡状態に陥ったのは、ダークウイングから何らかの攻撃を受けたためである。その後もミラーモンスターの習性によって何度か恵里を襲おうとしているが、蓮と契約したことで襲撃を抑止されている。その一方で第1話では蓮から「行くぞ」と声を掛けられて戦いに赴いており、蓮のほうも過去の経緯を脇に置いて、戦いに勝ち残るためにダークウイングの力を欲している。
- 当初は、夜の翼を意味する「ナイトウイング」という名称だったが、同名のロボットアニメと被るために没となった。

召喚機
ダークバイザー
左腰のホルスターに携行している剣型のカードリーダー。柄の部分を引くことでガード部の翼を展開し、内部のカードホルダーにカードを装填する。
レイピアとしても使用可能だが、そのAPは不明である。

所有カード・武器・技
アドベント
ダークウイングを召喚する。4,000 AP。
ソードベント
ウイングランサー
ダークウイングの尾ダークテイルに似た形状の大型の長槍。2,000 AP。
一突きで敵のボディも刺し貫くほどの破壊力を有している。また刺突だけでなく、斬撃や投擲といった使い方もできる。持ち手の石突きは、至近距離からの攻撃を跳ね返すのにも使用される。
ダークバイザーと併用した二刀流も可能。
ガードベント
ウイングウォール
背中に合体したダークウイングの羽根部分が変形したマント。3,000 GP。
大幅に防御力が上がり、ウイングウォールでボディで覆うことで、いかなる攻撃も跳ね返す。
トリックベント
シャドーイリュージョン
自身の分身体を複数作り出す。1,000 AP。最大8体まで分身が可能で、さらに分身体のそれぞれが本体と同様のパワーを持ち、独自の攻撃が可能でカードも使用可能。
劇場版でダークウイングとの合体中に発動した際は、ダークウイングとともに分身していた。
- ナイトのスーツアクターを務める押川の足のサイズが29センチのため、複数の分身体のナイトのスーツアクターを務めるスーツアクターは、ゾルダの靴で演じていたという。

ナスティベント
ソニックブレイカー
空から飛来したダークウイングが口部ダークビルから発射する増幅超音波で、敵を撹乱状態に陥れる。1,000 AP。
主にナイトが戦闘中に追い詰められ、窮地に立たされた際に使われる。
ファイナルベント
飛翔斬（）
ウイングランサーを装備し、ダークウイングと一体化して助走した後、空中に舞い上がり、ウイングウォールでウイングランサーを構えたまま自身の体をドリル状に包み、急降下して敵を貫く。5,000 AP。

### ナイトサバイブ
仮面ライダーナイトがサバイブ-疾風-のカードを使用して強化変身した姿。戦闘能力が大幅に向上するが、エネルギーの消耗が激しいため、長時間この形態を保つことはできない。
強化変身に際しては、まずカードデッキからサバイブのカードを引き抜くことで、風のエネルギーが周囲に渦巻き、召喚機がダークバイザーツバイへと変化する。続いてダークバイザーツバイ上部のカードホルダーにサバイブのカードを装填し、ダークブレードを引き抜くと、体にナイトサバイブの姿がオーバーラップして変身完了となる。
グランメイルの色は黒、カードデッキの色は青に変化している。また装甲もサバイブのカードの影響を受けて強化され、腕部と脚部には金色の保護具ゴールドアーマー、胸部にはブルーディフェンスが現れている。背中には飛行能力を持ち、ウイングウォールにもなる変幻自在のマント状の翼ナイトウイングを持つ。
- 金色は『クウガ』や『アギト』で乱用されていたため、禁じ手とされていたが、ナイトサバイブで解禁された[101]。ナイトではコウモリを胸の青いラインで表現していたが、ナイトサバイブでは金ラインにし、翼を肩まで大きく広げたデザインにしている[101]。
- スーツは色数の少なさやスーツ素材の耐久性の低さが問題になっていたことから、従来の深い黒のラバー素材となっている[101]。

契約モンスター

ダークレイダー
ダークウイングがサバイブの力で進化変身した姿。ナイトがライダーバトルに勝ち抜くまで、忠実に付き従った。
モンスターモード
ダークイヤーの探知能力は、70キロメートル四方にまで拡大している。翼には高速回転して竜巻を巻き起こすことができるホイールブラスターを備え、バイクモード時にライトとなるダークトレースがある。
ナイトサバイブを乗せながら飛行し、空中戦を行うことが可能で、劇場版では白い弓状の光弾を体から連射していた。
バイクモード
ファイナルベント時に変形するバイク形態。ナイトサバイブがダークイヤーを掴んで背中に飛び乗ると、両翼がバイクのボディを形成。首が正面を向いたまま両翼と体幹部が90度回転し、ホイールブラスターが車輪となって変形完了する。
車両先端のダークエッジから放たれる電磁波で敵を捕獲したり、電磁メスとして切り裂いたりすることができる。さらにファイナルベント時は900m先まで届くハイビームを発射して敵の動きを封じ、技の命中率を高める。
- ベース車種：ホンダ・シャドウスラッシャー
- 初期案には、コウモリとバイクが合体して人型になるという物があった。また四輪車になるという案もあったが、特撮監督の佛田洋の意向でダブルライダーの併走シーンを描写できるように二輪車となった。

召喚機
ダークバイザーツバイ
ダークバイザーがサバイブ-疾風-のカードをかざすことで変形したカードリーダーで、左腕に装着される。
カードホルダーが2箇所あり、本体外側の金色部分のカードホルダーにサバイブのカードを装填して、短剣を本体から引き抜くことでナイトサバイブに強化変身する。変身後にカードを装填する場合は、短剣の鍔部分のカードホルダーに装填する。
引き抜かれた短剣は刀身が伸長してダークブレードとなり、本体は3,000 GPの小型の盾ダークシールドとして使用される。

所有カード・武器・技
サバイブ-疾風-
強化変身のための、風の力を司るカード。
元々は神崎士郎が手塚海之に与えた物であり、ライダーバトルを止めようとする手塚に戦いを促す意図が込められていた。しかしあくまで信念を貫こうとする手塚は、このカードを蓮に譲り渡したのだった。
アドベント
ダークウイングをダークレイダーに進化させて召喚する。6,000 AP。
ソードベント
ダークブレード
ダークバイザーツバイから引き抜く必殺剣。4,000 AP。収納時は短剣だが、引き抜くと同時に刀身が伸びて長剣となる。
ソードベントのカード自体は存在するが、劇中では装填の場面は描かれておらず、カード効果は自動的に付与されているものと思われる。
ダークバイザーツバイ本体に戻さずに剣の状態でも、展開させた鍔部分にカードを装填することで、召喚機として使用可能。
シュートベント
ダークアロー
ダークブレードを戻したダークバイザーツバイ鍔部分が展開して変型したボウガン。3,000 AP。
吸収した太陽光をエネルギーに変換して光の矢を短剣柄頭から発射する。
トリックベント
シャドーイリュージョン
自身の分身体を複数作り出す。2,000 AP。
ブラストベント
ダークトルネード
ダークレイダーの両翼のホイールブラスターを高速で回転させて強力な竜巻を放つ。2,000 AP。
ファイナルベント
疾風断（）
ダークレイダー・バイクモードに搭乗し、ナイトウイングによって自身ごと車体をミサイル状に包みこんで突撃して、敵を貫く。8,000 AP。

## 仮面ライダーシザース
28歳の刑事・須藤雅史が変身する仮面ライダー。裏で悪事を働いていた須藤は、仲間だった加賀友之を殺害し、その死体を加賀の店の壁に塗り込んで隠蔽を図っていたところを神崎士郎に見いだされ、カードデッキを授かった。
変身に際しては、まず鏡面の前に立ち、左手でカードデッキをかざすことでVバックルが出現して腰に装着される。次いで「変身！」の掛け声とともに左手を下げて右手を突き出し、Vバックルにカードデッキを装填すると、シザースの姿が体にオーバーラップして変身完了となる。
黒いグランメイルで全身を覆い、その上にシルバーアーマーを装備する。胸部装甲ボルチェストなど、ボディカラーが金色なのが特徴である。頭部にはボルキャンサーに意思を伝達するための2本の触角ボルアンテナが生えている。
ボルキャンサーとの共同戦法を得意とし、敵を挟み撃ちにして攻撃するほか、シザースバイザーとシザースピンチを併用して、反撃の隙を敵に与えない連続攻撃を繰り出す。
最期は仮面ライダーナイトとの戦いでカードデッキが破損し、契約が無効となったボルキャンサーに捕食された。
テレビスペシャルでは、刑事としての使命感から凶悪犯の浅倉威 / 仮面ライダー王蛇を倒すために自らも仮面ライダーとなった設定である。ライダーバトルを止めようとする城戸真司には協力的な姿勢を見せていたが、力に溺れた須藤は途中で真司を裏切って襲い掛かる。しかしそこへ現れた浅倉の、「ミラーワールドに刑事は要らない」と言いながら仕掛けてきた攻撃を受けて絶命した。
『RIDER TIME 仮面ライダー龍騎』でも敵側仮面ライダーとして登場し、石橋という青年が変身する。変身ポーズは須藤と異なり、右手の指を離して広げる。
- 甲羅やハサミを分離させて武装に使用できると考えたため、カニがモチーフに選ばれた[136]。デザインモチーフは、『仮面ライダー』のショッカー怪人・カニバブラーで、肩の突起や頭部の触角をアレンジしている[137][11]。顔のベースとなっているのは篠原保が大学生時代に描いたオリジナルガンダム[138]。カニの頭を額に置き、カニのようなものを胸に置いている[136]。また、劇中に登場する3人目の仮面ライダーということで、後方に流れる両肩のパーツは『仮面ライダーV3』の2本のマフラーを意識している[137]。さらに初期案では、V3にならってゾルダよりも明るい緑色にすることが考えられていた[137]。ベーススーツが黒で手足が銀色なのは、スーツの流用を念頭においてのことである[137]。篠原は、いなくなって、むしろ安心するような「雑魚」に徹することを考慮したと語っている[139]。
- 名前の由来は、鋏を意味する「scissors」[50]。
- 変身ポーズは、テレビシリーズでは伸ばした手の先が画面から切れていたため、テレビスペシャルではアレンジしたものとなっている[140]。

契約モンスター

ボルキャンサー
カニ型モンスター。体表面を覆う甲羅は鎧のように頑強で、特に背面から腰にかけてはダイヤモンド並みの硬さがある。鉄骨をも切断する両腕のハサミを武器として戦う。
須藤は自身が犯した殺人を、他の行方不明事件に紛れさせて隠蔽するため、都合の悪い人間をエサとして襲わせて始末していた。
貪欲なボルキャンサーは、シザースのカードデッキが破壊されて変身が解除された須藤を、契約破棄とみなして捕食してしまった。ミラーモンスターの中で、かつての契約者を自ら死に追いやった唯一の存在である。最期は龍騎のドラゴンライダーキックを受けて倒され、放出されたエネルギーはナイトのダークウイングが吸収した。
『オーズ・電王・オールライダー レッツゴー仮面ライダー』ではショッカーの怪人連合の怪人として登場。ショッカーの怪人連合の怪人として登場したデッドリマーとショッカーの怪人連合の幹部でミラーモンスターの代表として登場したガルドストームと共に1号、2号、NEW電王、オーズを救うために他の悪の組織を吸収し一大勢力となったショッカーの怪人連合を倒すべく、人々の思いを受けて他の仮面ライダーたちと共に登場した仮面ライダー龍騎と戦った。
- カニというモチーフは、分離したハサミや甲羅が武器にしやすいだろうと篠原側から提唱した。CGによるモンスターとの差異としてシルエットや硬質感のほかに大きさもあり、人間型となると収まりのいいバランスを求めるとモチーフの表現がこじんまりとしてしまうため、人間のようなバランスのメカ風の顔を大きなカニの頭の中に配置することで、どちらも顔として認識できるようになっている。ただし、ボリュームとしては不足していたため、かなり大振りの上半身をデザインでは描いていたが、実際の造形では小さくまとめられている。
- このモンスターの登場の影響を思わぬ形で受けたのが、同時期に放映されていた『忍風戦隊ハリケンジャー』の怪人デザインを務めたさとうけいいちである。さとうは『ハリケンジャー』第6話に登場する「人の絆をハサミで切断するカニ型怪人」をデザインしたのだが、提出後1時間足らずでボルキャンサーとのモチーフ重複が判明し、耳をハサミに見立てたウサギ型怪人「シラーンス」を大急ぎで新たにデザインするはめになった。
- 名前の由来は、火山を意味する「volcano」とカニを意味する「cancer」。

召喚機
シザースバイザー
左腕に装備されているカニのハサミを模したカードリーダー。ハサミを閉じることでカードホルダーが開く。
ハサミは厚い鉄板をも切断する鋭い切れ味を持つ武器になっている。

所有カード・武器
アドベント
ボルキャンサーを召喚する。3,000 AP。
ストライクベント
シザースピンチ
ボルキャンサーの手と同じ形状の武器で、右腕に装着して使用する。1,000 AP。
剣のように振るって打撃を繰り出したり、敵を挟み込んで動きを封じたりすることができる。
また左腕のシザースバイザーと併用して、高い攻撃力を確保する。
ガードベント
シェルディフェンス
ボルキャンサーの背の甲羅を模した盾。左手のシザースバイザーと合体する形で左腕に装備される。2,000 GP。
攻守共に使用可能で、ダイヤモンドに匹敵する硬度を誇り、いかなる衝撃も跳ね返す。
テレビシリーズでは一撃でミラーモンスターを撃破するほどに強力な龍騎のドラグクローファイヤーをガードベントで跳ね返し、テレビスぺシャルでは王蛇のファイナルベントで倒されたものの、盾自体は破壊されておらず、盾を連続キックで弾かれてそのままキックを喰らってしまったことが敗因である。
ファイナルベント
シザースアタック
ボルキャンサーの両腕のハサミを踏み台にしてシザースが空中に飛び上がり、高速で空中前転しながら体当たりする。4,000 AP。
テレビシリーズでは、1,000 APも威力が上回るナイトの飛翔斬に競り勝ってみせた。相手の命を奪うことに躊躇しないシザースの冷酷さが、実力差を覆したのである。
- テレビスペシャル用に新規映像が造り起こされたものの、実際に使用されることはなかった。

## 仮面ライダーゾルダ
敏腕弁護士の北岡秀一が変身する仮面ライダー。不治の病に侵されているため、ライダーバトルに勝ち残ることで永遠の命を得ようとしている。
変身に際しては、まず鏡面の前に立ち、左手でカードデッキをかざすことでVバックルが出現して腰に装着される。次いで「変身！」の掛け声とともに右の拳を握り、曲げた肘を中心に右腕を回転させ、Vバックルにカードデッキを装填すると、ゾルダの姿が体にオーバーラップして変身完了となる。
緑色のグランメイルで全身を覆い、その上にブラックアーマーを装備する。銀色の胸部装甲はタンクチェストと呼ばれ、両肩に5キロメートル四方の暗闇を照らし出すゾルダビームを備える。ソリッドフェイスシールドの奥にはフォトエレクトロアイが隠れている。側頭部のアンテナは音波探知機ゾルダイヤー、額のV字アンテナは視力を強化するゾルダスキャンである。
所有カードはほとんどが飛び道具の召喚で、マグナバイザーで近づく敵を吹き飛ばして距離を取り、ギガキャノンやギガランチャーで攻撃する戦法を得意とする。テレビシリーズでは、基本的にミラーモンスターの駆除は他の仮面ライダーに任せており、自らはライダー同士の戦いに集中するという合理的な姿勢を取っていた。
当初の北岡はライダーバトルに意欲的だったが、次第にむなしさを感じるようになっていく。それでも因縁の相手である浅倉威 / 仮面ライダー王蛇とは決着をつけるつもりでいたが、最終決戦に赴く直前、病のため息を引き取る。その遺志を継いで秘書の由良吾郎がゾルダに変身し、王蛇に挑んだものの敗れ去った。
『仮面ライダーディケイド』第6話では変身シーンは描写されなかったが、素性不明の検事が変身していた。
『RIDER TIME 仮面ライダー龍騎』でも吾郎が変身しており、彼の変身シーンが描かれている。
- 名前の由来は、ドイツ語で兵士を意味する「soldat」[50]。
- デザインには、戦車のイメージが取り入れられている[159]。そのため、初登場時はフォトエレクトロアイが赤く点滅し、側頭部のチェーンが回転するなどメカニカルな演出が行なわれていた[9]。ミリタリー風のコマンドライダーを想定していたため、弁護士が変身するのは驚いたという[13]。デザイン案の中には、V号戦車パンターにちなんでヒョウをモチーフとしたものもあった[9]。また、当初のゾルダイヤーは頭の片方にしかなかったが、ミラーワールドでの戦いを表現するために撮影した映像を左右反転させる必要があることから、頭の両側に設けられることになった[9]。
- ゾルダサバイブを登場させる構想もあったが実現しなかった[160]。
- スーツアクターを務めた押川善文は、弁護士という北岡の設定をキャラクターの個性に反映させるのが難しく、壁に当たったと述べている[161]。また、銃が武器のためボディアクションが取りづらく、敵にマグナバイザーを払われ肉弾戦に移ることをよく提案していたが、バイザーにカードを入れるシーンがあるため採用されなかったという[161]。

契約モンスター

マグナギガ
バッファロー型モンスター。揺らぎが生じた地面から湧き上がるように出現し、召喚される。
その全身は武器の塊で、右腕ギガバレルは破壊弾を撃ち出す砲身になっており、左腕ギガハンドはつかんだ敵の骨まで砕く。頭には2本の鋭い角ギガホーンが生えている。
また、胸部装甲ギガアーマーや肩部装甲ギガショルダーなど防御面も充実しており、ゾルダの盾代わりとなる。
弱点は動きが鈍いことで、その能力は接近戦では発揮されていない。
最期は王蛇のドゥームズデイを浴び、ジェノサイダー腹部のブラックホールに飲み込まれて消滅した。
- 初期の構想段階では本当に全身武器のロボットというコンセプトだったが、他のモンスターが動物モチーフとなったため、牛の要素が加えられた。ただし前年度に放映された『百獣戦隊ガオレンジャー』との差別化のため、単なる牛ではなく牛骨をモチーフとしている。
- 名前の由来は、大を意味する「magnu」と巨人を意味する「giga」。

召喚機
マグナバイザー
右腰に提げて携行するハンドガン型のカードリーダー。連射数は分間120発で、近距離で強力破壊弾を撃てば仮面ライダーも吹き飛ばせる。
銃身下部のスロットルレバーを手前に引くことで開くマガジンスロットル部分に、各種のアドベントカードを装填して効果を発揮させる。
また、ファイナルベント発動時は、銃口をマグナギガの背部に差し込む。

所有カード・武器
アドベント
マグナギガを召喚する。6,000 AP。
シュートベント
ギガランチャー
マグナギガの両腕部を合体させた形の超長距離攻撃用大砲。2,000 AP。
発射される高圧エネルギー弾の威力は非常に高く、発射時の反動からゾルダが数メートル後方に押し戻されることもある。
ギガキャノン
マグナギガの両脚部が変形した形の高エネルギー砲で、ゾルダの両肩に各1門ずつ装着する形で装備される。左右2門の砲身からは強力なエネルギービームを発射する。3,000 AP。
第26話ではゾルダ（北岡）が腕を負傷していたため、龍騎がこのカードをドラグバイザーに装填し、ゾルダに装着させた。
上記のほか、ギガホーンとギガキャノンから一斉射撃を行う技「メガシュート」を記載する資料もあるが、映像作品には反映されていない。
ストライクベント
ギガホーン
マグナギガの頭部の形をした、敵を巨大な2本の角で貫く接近戦用の武器。2,000 AP。
飛び道具による攻撃を主体とし、「ゴチャゴチャした戦い」を好まない北岡の戦闘スタイルから劇中では使用されなかった。
ガードベント
ギガアーマー
マグナギガの胸部の形をした大型の盾。3,000 GP。
防御のみならず、ギガランチャーの砲門部分に装着させて発射時の反動を吸収するストッパーとして用いられる。
第26話ではゾルダ（北岡）が腕を負傷していたため、龍騎がこのカードをドラグバイザーに装填し、ゾルダに装着させた。
ファイナルベント
エンドオブワールド
マグナバイザーの銃口をマグナギガの背面にジョイントし、トリガーを引くことで開いたマグナギガの全砲門で一斉射撃を行う。7,000 AP。
マグナギガの額からの緑色エネルギー弾、胸部のギガアーマーが展開されて発射される多弾頭ミサイル、右腕ギガバレルの破壊弾、左腕ギガハンドからの小型ミサイル、そして両脚ギガフットの膝下部分が前方にせり出して放たれる青色エネルギー弾が、一斉に降り注ぐ。
周囲の建造物を巻き込むほどに広範囲の相手を攻撃できるが、十分な距離を確保しておかなければゾルダ自身も巻き込まれるおそれがある。マグナギガの頑丈な巨体は、ゾルダを爆風や炎から守る役割を担っているのである。

## 仮面ライダーライア
人の運命を確実に言い当てる24歳の占い師・手塚海之が変身する仮面ライダー。本来、神崎士郎が仮面ライダーに選んだ人物は、手塚ではなくその親友のピアニスト・斉藤雄一だった。浅倉威の起こした事件で指を負傷して音楽家の道を絶たれた斉藤は、「ライダーバトルに勝ち残れば指が治る」と誘われたものの、仮面ライダーとなって他人を傷つけることを断固として拒否。その結果として斉藤は、神崎の放ったガルドサンダーに始末されてしまった。手塚は亡き友が信じた正義を受け継ぎ、ライダーバトルを止めるために、遺されたカードデッキを手にしたのである。
変身に際しては、まず鏡面の前に立ち、左手でカードデッキをかざすことでVバックルが出現して腰に装着される。次いで「変身！」の掛け声とともに、左手と入れ替えるように右手を突き出し、Vバックルにカードデッキを装填すると、ライアの姿が体にオーバーラップして変身完了となる。
黒いグランメイルで全身を覆い、その上にレッドアーマーを装備する。巨大な肩アーマーが特徴的なシルエットである。後頭部には弁髪状の触手ライアエンドがあり、設定上は伸縮自在で敵の拘束などに用いることも可能。
エビルウィップやコピーベントを用いたトリッキーな空中殺法を得意とする。手塚自身はライダー同士の戦闘を好んでいないが、本来の戦闘能力はかなり高く、仮面ライダーナイトとの初戦では相手を一方的に翻弄したうえ、わざと急所を外したファイナルベント・ハイドベノンで圧倒している。手塚が本気を見せる敵は、人間を襲うミラーモンスターだけである。
手塚は神崎邸を訪れた際に士郎からサバイブ-疾風-のカードを渡されたが、使うことなく蓮に譲ったため、ライアがサバイブ形態になることはなかった。後に「もしもこの時、手塚自身がサバイブ・疾風を使用していたら」という設定の「仮面ライダーライアサバイブ」が、本作品のクリーチャーデザインを担当した篠原保によってデザインされ、雑誌『宇宙船』にCGイラストとして掲載された。2008年には、このCGイラストを基にしたフィギュアがメガハウスより発売された。
最期は城戸真司 / 仮面ライダー龍騎をかばって仮面ライダー王蛇のファイナルベント・ベノクラッシュを受け、致命傷を負って倒れる。自らの生命をもって、占いに出ていた「真司が死ぬ」という運命を覆してみせ、息を引き取った。
テレビスペシャルでは、ナイトの姿に擬態した仮面ライダーベルデに欺かれ、ファイナルベント・デスバニッシュを受けて命を落とした。
『RIDER TIME 仮面ライダー龍騎』では当初は味方側仮面ライダーとして活動していたが、裏で手塚が芝浦と手を組んでいたため、のちに敵側仮面ライダーとして寝返る。
- 企画当初は13人の仮面ライダーすべてを登場させる予定はなく、ライアとガイは既に王蛇に倒されているとする案も存在していた[184][185]。
- また初期案では、ガイとは役割が反対であり、後頭部の弁髪は中華風の悪役をイメージしている[139]。
- 名前の由来は、エイを意味する「raia」[50]。
- 変身ポーズは、弁髪状の頭部や、撮影時の手塚の衣装が刺繍が入ったズボンでチャイナのように見えたため、中国っぽくしている[140]。

契約モンスター

エビルダイバー
エイ型モンスター。確認されているミラーモンスターの中で最も軽量であり、空中を自在に飛び回る。また、エイゆえに水中での活動も可能で、不意に水面から飛び出す奇襲攻撃を仕掛ける。
厚さ30センチメートルの鉄板も切り裂く両端の鋭利なヒレ・エビルフィンを武器とし、高速飛行しながら放つ強力な体当たり攻撃が得意技。長い尾は高圧電流を帯びたエビルウィップとなる。
手塚の死後はその仇として王蛇を付け狙うが、逆に契約モンスターにされた。エビルダイバーに加えてベノスネーカー、メタルゲラスと3体ものモンスターを従えることになった王蛇は、彼らにエサを与える義務を怠ったため、契約違反とみなされて襲われそうになったことがある。この件について秋山蓮は「モンスター自身が契約違反を望んでいるのではないか」と推測している。
『RIDER TIME 仮面ライダー龍騎』では手塚の指示でインペラーの変身者である石田を捕食するなど、本編ではなかった人間の捕食シーンが描かれている。
- 名前の由来は、「邪悪な」を意味する「evil」と潜水者を意味する「diver」。デザインモチーフは、漫画版『人造人間キカイダー』に登場するエイロボット。

召喚機
エビルバイザー
エイを模したガントレット型のカードリーダーで、左腕に装備する。中央部を上にスライドさせて、カードホルダーにアドベントカードを装填する。
戦闘時には、小型の盾としても使用できる。
小説版ではヒレの部分がカッターになっていて敵を切り裂くこともできる。

所有カード・武器
アドベント
エビルダイバーを召喚する。4,000 AP。
スイングベント
エビルウィップ
エビルダイバーの尻尾の形状をした伸縮自在なムチ。2,000 AP。
相手を高速で打ち据え、表面の突起部分でさらにダメージを与えることが可能。高電圧の電気を流すことができ、まともに打たれた者は一時的に電気ショックで活動停止状態に陥る。
コピーベント
目の前にいるライダーと同等の力を持つ武器や技をコピーする特殊カード。作中では龍騎のドラグセイバーやドラグクロー、ナイトのウイングランサーをコピーした。
『RIDER TIME 仮面ライダー龍騎』では再びドラグクローをコピーしたほか、ガイのメタルホーンもコピーした。
ファイナルベント
ハイドベノン
エビルダイバーの背に乗って低空飛行で敵に空中突進し、体当たりで撃破する。5,000 AP。
劇中ではガルドサンダーをこれで撃破している。テレビスペシャルではベルデの出現によって不発に終わるが、漫画版ではこの技でソロスパイダーを撃破している。
『RIDER TIME 仮面ライダー龍騎』では裏切ったガイに発動するもコンファインベントで無効化されてしまう。

## 仮面ライダーガイ
明林大学の学生・芝浦淳が変身する仮面ライダー。大企業の社長の御曹司であり、恵まれた環境で育った芝浦には特に叶えたい願いなどなく、ライダー同士の戦いを遊び感覚で捉えている。
変身に際しては、まず鏡面の前に立ち、左手でカードデッキをかざすことでVバックルが出現して腰に装着される。次いで「変身！」の掛け声とともに、右腕を力強く手前に折り曲げ、Vバックルにカードデッキを装填すると、ガイの姿が体にオーバーラップして変身完了となる。
黒いグランメイルで全身を覆い、その上にシルバーアーマーを装備する。腰にも装甲板メタルアーマーがあり、上半身と合わせて重量感のあるシルエットを形作っている。額から生えたサイの角のようなガイホーンは、敵を突き刺す武器ともなる。
パワーと耐久性に優れ、突進からのタックルやサイのような頑強なボディを活かした接近戦を得意とする。しかし自信家に見える態度とは裏腹に実力が伴っておらず、戦意のなかった仮面ライダー龍騎には圧勝したものの、仮面ライダーナイト相手にはとどめを刺される寸前にまで追い詰められた。
それでも芝浦は戦いを盛り上げることしか考えておらず、6人の仮面ライダーのバトルロイヤルを演出して見せたところ、仮面ライダー王蛇に盾代わりとして使われ、最期はファイナルベント・ベノクラッシュを受けて爆死した。
テレビスペシャルでは高見沢逸郎 / 仮面ライダーベルデに付き従うようにして登場した。高見沢を利用して他の仮面ライダーと対決させようとしたが、実戦になると策謀を働かせる間もなく、ディスパイダーに食い殺されてしまった。仮面ライダーの中で、モンスターに一方的に惨殺されたのはガイのみである。
- デザインモチーフは、『人造人間キカイダー』に登場したグレイサイキング[出典 17]。初期案ではライアとは役割が逆の善玉で、サイのイメージから優しく力強いキャラクターになるはずだった[139]。
- 名前の由来は「鎧」の音読み[50]。

契約モンスター

メタルゲラス
サイ型モンスター。頭部のドリル状の角メタルホーンや、鉄板をも紙のように切り裂ける鋭利な爪メタルネールを武器とし、自重270キログラムを支えるほどの頑強な脚力を持つメタルフットで踏みつけた敵を圧死させる。頑丈な巨体を生かした突進攻撃を得意とする。
芝浦の死に際しては、怒りと悲しみの叫び声をあげていた。ミラーモンスターが感情をあらわにしたのは、このときのメタルゲラスだけである。また、ガイ / 芝浦淳への忠誠心が強い。
その後は暴走し、仇として王蛇を付け狙ったが、二度目の襲撃時に契約のカードを差し出されたことで心ならずも契約を交わされてしまう。メタルゲラスが王蛇に召喚された回数はベノスネーカーに次いで多く、仇敵のために働かねばならない皮肉な運命をたどったと言える。
それでもガイを殺された恨みは忘れておらず、ベノスネーカーやエビルダイバーとともにミラーモンスターのエネルギーを与えない王蛇に対しての反逆を可能とする、契約違反の成立を待ったことがある。しかしあと一歩のところで王蛇がバズスティンガー3体分のエネルギーを獲得したため、この反抗計画は失敗に終わった。
『レッツゴー仮面ライダー』ではショッカーの怪人連合の怪人として登場。1号、2号、NEW電王、オーズを救うために他の悪の組織を吸収し一大勢力となったショッカーの怪人連合を倒すべく、人々の思いを受けて他の仮面ライダーたちと共に登場した仮面ライダーBLACKと仮面ライダーBLACK RXにショッカーの怪人連合の怪人として登場したサーペントアンデッドとショッカーの怪人連合の幹部で暗黒結社ゴルゴムの代表として登場した大神官ダロムとショッカー戦闘員軍団と共に仮面ライダーBLACKと仮面ライダーBLACK RXと戦った。
- 名前の由来は、金属を意味する「metal」とギリシア語で角を意味する「keras」。撮影中にはサインをねだられるほどの人気を博した。

召喚機
メタルバイザー
赤い角が生えた左肩のアーマーに装備されているカードリーダーで、カバーをスライドさせてカードホルダーにカードを放り投げるようにして装填する。
角を活かした突進攻撃も可能だが、劇中未使用。
- 他の仮面ライダーはスーツアクター自らが召喚機にカードを挿入するが、ガイだけはスーツアクターの手がメタルバイザーに届かないため、カード装填シーンの撮影にはスーツ着用者・ピアノ線を引っ張る係・体を支える係・カードを抜く係、と4名もの人手を要した。
- 本作品の仮面ライダーの撮影用スーツには「現実世界用」と「左右反転処理を行うミラーワールド仕様」の2種類が用意されていたが、ガイには現実世界用スーツが存在しなかった。よってミラーワールド突入前の変身直後は、反転合成で表現している。そのまま撮影しては、メタルバイザーから生えた角の位置が左右逆になってしまうためである。

所有カード・武器
アドベント
メタルゲラスを召喚する。4,000 GP。
ストライクベント
メタルホーン
メタルゲラスの頭部の形をした格闘武器で、右腕に装着して用いる。2,000 AP。ドリル状の角は厚さ60センチメートルの鉄塊に穴を開けることができる。
また、盾としても使用可能で、相手を側面部でなぎ払うこともできる。
コンファインベント
他の仮面ライダーが発動したカードの効果を消滅させる特殊カード。ガイは複数枚所持している。
このカードによってナイトのウイングウォールや、ライアのハイドべノンを無効化した。
ファイナルベント
ヘビープレッシャー
メタルホーンを装備した状態でメタルゲラスの肩に乗り、高速で突進してメタルホーンを突き立てる。5,000 AP。
テレビシリーズではバクラーケンを撃破したほか、『RIDER TIME 仮面ライダー龍騎』ではライアを撃破している。

## 仮面ライダー王蛇
凶悪な犯罪者の浅倉威が変身する仮面ライダー。戦いに快楽を覚え、イライラする気持ちを解消させることのみを目的としているため、非情な戦い方も辞さず、他の仮面ライダーたちの戦闘への乱入や挑戦を繰り返していた。
変身に際しては、まず鏡面の前に立ち、左手でカードデッキをかざすことでVバックルが出現して腰に装着される。次いで左手を戻しながら右腕をゆっくりと上げ、「変身！」の掛け声とともに右腕を引き寄せて振り下ろし、Vバックルにカードデッキを装填すると、王蛇の姿が体にオーバーラップして変身完了となる。
黒いグランメイルで全身を覆い、その上にパープルアーマーを装備する。紫色の胸部装甲ベノチェストは最も強固な部位である。額にはベノスネーカーの力を得た証であるコブラの紋章ベノクラウンが浮かび上がっている。小説では顎のクラッシャーを開いて獣のように噛み付き攻撃ができる。
初めから契約していたベノスネーカーに加え、自らが倒した仮面ライダーライアのエビルダイバー、仮面ライダーガイのメタルゲラスとも契約したことで、その3体を融合合体させたジェノサイダーの力をも使いこなす。テレビシリーズではもっぱら対人戦にしか興味を示さず、ガイ、ライア、インペラー、ゾルダと実に4人もの仮面ライダーの命を奪っている。一方でミラーモンスターの討伐は、契約モンスターが飢えたときに限られており、他人の役に立つような戦いはしなかった。
- デザインモチーフは『人造人間キカイダー』のハカイダーと、『仮面ライダー』のショッカー怪人・コブラ男[200][101]。
- 「王蛇」という名前は、『クウガ』のネーミング案であった「仮面ライダーオウジャ」から[50]。
- テレビシリーズの時点で王蛇サバイブを登場させる構想もあったが、実現しなかった[160]。
- スーツアクターを務めた岡元次郎は、いかにもな悪さや強さを表現したポージングは行わず、気怠さや怖さなどを意識して演じている[219]。変身後に首を回す仕草は、快楽犯で狂気のライダーであることから、変身後に首を有り余るエネルギーで回しているが、変身前はそこまで到達していないため、浅倉の状態では1度も回していない[220]。岡元は、浅倉威役の萩野崇とは『超光戦士シャンゼリオン』でも変身前後の間柄を演じていたことから、キャラクターを合わせやすく、また互いの演技に刺激を受けていたことを語っている[219]。
- 変身ポーズは、萩野が考えたポーズに岡元がアレンジを加え、蛇が食らいつくようなポーズで終わるものとなっている[140]。

契約モンスター

ベノスネーカー
コブラ型モンスター。空中や水上でも地を這うように浮遊することができる。
前後に動いて土中移動も可能にする頭部両脇の8枚の刃ベノハーシュ、巻き付いた敵をバラバラに切り裂くボディーに生えた刃ベノフィン、猛毒を秘めた黄金の尾端ベノサーベルを武器とする。
口には鋭い牙が生えているほか、超感度分析舌を伸ばして敵の能力を把握することができる。吐き出す溶解性の毒液は、仮面ライダーの装備すらドロドロに溶かす。この毒液にはファイナルベント・ベノクラッシュのキックの威力を増加させる効果もあるが、通常時に浴びれば王蛇と言えどもダメージを負うことには変わりない。
攻撃的で凶暴な性格の反面、浅倉に対しては従順で、彼が邪魔な人間を拉致したり、抹殺する際にも呼び出されていた。
- デザインのモチーフにコブラが選ばれたのは、ドラグレッダーのモチーフが龍であり、その強敵であることで酷似したシルエットのモンスターにしたかったためと、仮面ライダーの敵怪人のモチーフとしても有名であったため。
- 名前の由来は、毒を意味する「veno」とヘビを意味する「snake」に「er」を付け加えたもの。
- 頭と尻尾以外はドラグレッダーと同様のデータであることから、天を舞うドラグレッダーに対して、舌を出しながら地を這うものとなった。

メタルゲラス
仮面ライダーガイと契約していた、サイ型モンスター。
エビルダイバー
仮面ライダーライアと契約していた、エイ型モンスター。

ジェノサイダー
ユナイトベントによってベノスネーカー・メタルゲラス・エビルダイバーの3体が融合合体したキメラモンスター。
合体に際しては、メタルゲラスの背中にベノスネーカーとエビルダイバーが覆いかぶさると、閃光が走って3体が融合する。続いてベノスネーカーの頭頂部にメタルゲラスの頭部が重なり、最後は背中に位置するエビルダイバーのエビルフィンが上方へ展開して、合体完了となる。
ドリル状の角メタルホーン、首の左右に生えた8枚の刃ベノハーシュ、両手の爪メタルネール、帯電する細い尻尾エビルウィップ、太いほうの尻尾に生えた鋭いひれベノフィンと先端のベノサーベルと、3大モンスターの体に備わっていた武器はすべて使える。特に背中のエビルフィンは上方に向けて展開しているため、合体前のエビルダイバーよりも攻撃力が増している。
さらに口からは強力なエネルギー波を放ち、周囲の障害物をまとめて吹き飛ばしてしまう。
絶大な戦闘能力を誇るジェノサイダーだが、劇中で十分に活躍できたとは言い難い。テレビシリーズでは6回召喚されているが、2回はファイナルベントが不発に終わり、2回は合体直後に横槍が入って攻撃をする暇も与えられなかった。戦果があったのは、初登場でゾルダを負傷させたときと、最終決戦でマグナギガを葬ったときである。
- デザインモチーフの選定は難航し、胴体が熊で背後が蛾という案もあった。また、劇中では王蛇の元からの契約モンスターだったベノスネーカーに残る2体が加わる形で誕生したが、デザインではまずジェノサイダーが先行して造られ、それから合体前のモンスターと契約したライアとガイが描かれるという順となっている。

召喚機
ベノバイザー
コブラを模した杖型のカードリーダー。普段は王蛇の手元になく、使用時にだけ出現する便利なタイプの召喚機である。
コブラの後頭部を引き出すことで出現するカードホルダーにアドベントカードを下向きに装填し、ホルダーを元に戻すことでカードの効果を発揮する。
殴打用の武器にもなるが、その用途で用いられることはなかった。

所有カード・武器・技
アドベント
ベノスネーカーを召喚する。5,000 AP。
後にメタルゲラスとエビルダイバーのカードも手にした。
その3体を合体させたジェノサイダー用のカードも存在する。7,000 AP。
ソードベント
ベノサーベル
ベノスネーカーの尾の形状をした、ドリル状の黄金の突撃剣。3,000 AP。
刀身には猛毒が仕込まれており、ミラーワールドにおいて破壊できない物は存在しないため、敵の攻撃を無効化する防具としても活用される。特にライバルである仮面ライダーゾルダがマグナバイザーから放つ銃弾を防ぐために多用された。
『RIDER TIME 仮面ライダー龍騎』では終盤において、生身の浅倉が使用して蓮に致命傷を与えた。
ストライクベント
メタルホーン
メタルゲラスとの契約で手に入れた、右腕にはめて使う武器で、先端の角が敵を砕く。2,000 AP。
スイングベント
エビルウィップ
エビルダイバーとの契約で手に入れた、電撃ムチ。2,000 AP。第28話でオーディンに使用するがカードの装填シーンは描かれなかった。
スチールベント
相手の装備を奪う特殊カード。王蛇はすべて欲しいものは実力で奪い取っていたことからか、劇中未使用。
ユナイトベント
複数の契約モンスターを融合合体させる効果を持つ特殊カード。王蛇はこれを用いてジェノサイダーを誕生させた。
ファイナルベント
ベノクラッシュ
空中高く跳び上がり、背後に現れたベノスネーカーが放つ毒液の勢いを乗せて、両足で交互に連続蹴りを叩き込む。6,000 AP。
テレビシリーズ本編ではガイ、ライア、インペラー、テレビスペシャルではシザース、『RIDER TIME 仮面ライダー龍騎』ではタイガを倒している。
ヘビープレッシャー
メタルホーンを装備し、メタルゲラスの肩に乗って突進する。5,000 AP。
ハイドベノン
エビルダイバーの背に乗り、体当たりを決める。5,000 AP。
ドゥームズデイ
ジェノサイダーの開いた腹部に小型のブラックホールを発生させ、相手をその中へと蹴り込む最強の必殺技。8,000 AP。
一度ブラックホールに吸い込まれてしまえば、仮面ライダーでも脱出は不能である。
最終話（第50話）でマグナギガを倒した。

### 王蛇サバイブ
『仮面ライダーアウトサイダーズ ep.1 鏡の世界（ミラーワールド）のお宝と王蛇の帰還』に登場。サバイブ-無限-のアドベントカードで変身した王蛇の強化形態。
召喚機もベノバイザーツバイとなり、ベノスネーカーも強化されている。

## 仮面ライダータイガ
清明院大学の学生で、香川英行教授の研究室に所属している東條悟が変身する仮面ライダー。「英雄になりたい」という望みを抱いており、「許せないライダーは倒せばいい」という東條の考え方を気に入った神崎士郎からカードデッキを与えられた。当初は恩師である香川に従って、ミラーワールドを閉じることが英雄への道だと考えていたが、次第にライダーバトルでの勝利に傾倒していく。
劇中には東條が所有するタイガのカードデッキと同じ外見の物を、香川教授と仲村創も所持している場面がある。この2つのデッキはコピーで、ミラーワールドを覗くことはできるが変身能力はないとされる。
変身に際しては、まず鏡面の前に立ち、右手でカードデッキをかざすことでVバックルが出現して腰に装着される。次いで胸の前で交差させた両腕をすかさず腰に戻し、左腕を前に伸ばしながら右手を左脇に移す。そして「変身！」の掛け声とともに左の手のひらの向きを変え、Vバックルにカードデッキを装填すると、タイガの姿が体にオーバーラップして変身完了となる。なお、デッキを右手で持つのはタイガだけである。
黒いグランメイルで全身を覆い、その上にシルバーアーマーを装備する。胸部装甲シルバーチェストなど、白いボディには青いストライプが入っている。頬にはデストワイルダーとの契約の証である髭ウィスカーシェーブがある。
背後からの攻撃や不意打ち、味方を装った裏切りの攻撃などといった奇襲戦法を得意とする。
戦いの中で同志だったはずの仲村や、敬愛していた香川までも手にかけた東條だったが、仮面ライダー王蛇にはかなわず敗北。現実世界で呆然と歩いていたところ、交通事故に遭いそうになった親子を目撃し、とっさに自分が身代わりになって車にはねられ、命を落とした。
『RIDER TIME 仮面ライダー龍騎』でも敵側仮面ライダーとして登場。戸塚という青年が変身し、変身ポーズも東條と同じ。
- 劇中への登場は遅いが「白虎の仮面ライダー」は番組の企画の初期から存在した案であり、「龍に対する虎」として正統派ヒーローのイメージでデザインされている[76]。フリーズベントを使用するため、白を基調としているが、同じ白を基調としたファムとの差別化を図るため、全身に爪による傷跡を表す青いラインを入れている[248]。また、マスク下部は虎の髭をイメージしている[248]。
- 変身ポーズは仮面ライダーZXをモチーフとしている[140]。また、スーツアクターである永瀬尚希は「諸先輩がすごすぎるから、あえて同じことをやりたくなくて」右手によるポーズを発案したと語っている[140]。
- 当初の撮影用スーツは永瀬の体格に対してぶかぶかだったので、後で2着存在した仮面ライダーファムのスーツの片方を改造したものが使用された[114]。
- 名前の由来は、大きな牙を意味する「大牙」[50]。

契約モンスター

デストワイルダー
白虎型モンスター。獰猛な性格だが契約者のタイガには忠実で、戦闘では欠くことのできないパートナーとなっている。
常に成長し続ける筋肉ワイルドマッスルを頑丈な外骨格ワイルドプロテクターで守っている。鈍重そうな見た目に反して跳躍力は高く、死角から敵に飛びかかり、両腕の鋭利な爪デストクローで刺し貫いたまま地面を引きずり回す戦法を得意とする。
タイガの死後は野生モンスターとなって無差別に人間を捕食するが、龍騎サバイブのドラゴンファイヤーストームで倒された。
- 当初は商品化の予定がなかったため、武器となるギミックは少ない。
- 名前の由来は、死を意味する「death」と、野生を意味する「wild」。

召喚機

デストバイザー
斧型のカードリーダー。普段はタイガの手元になく、使用時にだけ出現する便利なタイプの召喚機である。
刃の付け根の白虎の頭部を模したカバーを持ち上げ、アドベントカードを装填する。
武器として振るえば厚さ40センチメートルの鉄板を寸断する威力があるが、APに換算した場合の数値は不明である。
- 初期案でのタイガの武器は鎖つき鉄球だったが、商品化が決定したときに子どもの安全を考慮して斧に変更された。

所有カード・武器
アドベント
デストワイルダーを召喚する。5,000 AP。
ストライクベント
デストクロー
デストワイルダーの腕と同一の形状をした巨大な爪で、両腕に装着して用いる。3,000 AP。
その10本の爪は仮面ライダーのボディも切り裂くほどに鋭く、手甲は盾としても使用できる。
- 玩具では「肉球がかわいい」と子供たちに好評だった。

フリーズベント
対象を瞬間凍結させる特殊カード。1,000 AP。これによって敵ライダーのファイナルベントをも無効化できる。
『RIDER TIME 仮面ライダー龍騎』ではデストバイザーに冷気を纏わせて、ライアのドラグクローの攻撃を無効化した。
リターンベント
コンファインベントで打ち消されたアドベントカードの効果を再発動する特殊カード。
しかし劇中ではコンファインベントの使用者である仮面ライダーガイが早めに死亡したため、実際に使われることはなかった。
カードの所有者ははっきりしておらず、『超全集』でも「タイガが持っていたと思われる」とあいまいな表現になっている。
ファイナルベント
クリスタルブレイク
デストワイルダーが爪で刺したまま引きずってきた敵を、タイガがデストクローで下からすくい上げるように刺し貫き、頭上に高々と掲げて爆発させる。6,000 AP。
オルタナティブ・ゼロ、オメガゼールやガルドストームなどを倒した。
テレビゲーム版ではデストワイルダーが相手を投げ飛ばしてタイガが決める技となっている。

## 仮面ライダーインペラー
駐車場の警備員を務める21歳の青年・佐野満が変身する仮面ライダー。佐野は大企業の社長の息子だったが、勘当されて家を追い出されており、「いい暮らしをしたい」という望みを抱いている。
変身に際しては、まず鏡面の前に立ち、右手でカードデッキを持ったまま両手を前に突き出して交差させると、Vバックルが出現して腰に装着される。次いで「変身！」の掛け声とともに両腕を開き、Vバックルにカードデッキを装填すると、インペラーの姿が体にオーバーラップして変身完了となる。
黒いグランメイルで全身を覆い、その上にブラウンアーマーを装備する。胸部装甲ブラウンチェストは最も強固な部位で、中央にギガゼールをモチーフとした紋様が描かれており、肩の部分には獣毛が生えている。頭部にはギガゼールとの契約の証である2本の角ガゼルホーンを備える。
ムエタイのような足技と軽快な動きを駆使して戦う。当初はギガゼールなどのレイヨウ型モンスターを自在に操る集団戦法を取っていたが、ミラーワールドの鍵を握る存在である神崎優衣を狙った際にモンスターの制御ができなくなったことから、以後は他の仮面ライダーの力を当てにするようになり、自らの持ち味を失ってしまう。結局、他の仮面ライダーと手を組まずに戦ったのはテレビシリーズでは2度のみであった。
最期は仲間だと思っていた仮面ライダータイガの裏切りで重傷を負ったところに、仮面ライダー王蛇の襲撃を受けてカードデッキが大破。変身が解除されてミラーワールドから出られなくなり、絶望と後悔の中で「俺は幸せになりたかっただけなのに…」と嘆きながら消滅した。
『RIDER TIME 仮面ライダー龍騎』では味方側仮面ライダーとして登場し、石田という青年が変身する。
- 先行して制作されていたギガゼールをモチーフにデザインされた[137]。頭部にある2本の角は、名称案にあった「インプ（小悪魔）」や「インパルス」からの着想[137][136]。呪術的なイメージが固まったため、文様風の顔のスリットとなった[136]。同じ茶色を基調としているオーディンとの差別化を図るため、スエード調の質感や肩の毛を追加しており[248]、ベルトでアーマーを留めたり、毛素材を用いるなど全体的にメカのようなものを廃して粗野な雰囲気でまとめている[136]。
- 名前の由来は、皇帝を意味する「emperor」と、レイヨウの一種である「インパラ」[50]。
- 撮影用スーツは、ミラーワールド用のもののみ制作された[210]。
- 変身ポーズの両手をクロスするポーズは、「テレビシリーズで10人目」を主張している[264]。

契約モンスター

ギガゼール
レイヨウ型モンスター。跳躍力に秀でており、一気にビルの屋上まで飛び上がることが可能なガゼルレッグの脚力によって高速移動し、強靭なドリル状の一対の角ガゼルトルネード、カマイタチ現象を引き起こしてダイヤモンドも切り裂ける両腕の高周波電磁カッター・ガゼルカッターで戦う。そのほかにガゼルトルネードと同形状の杖を所持しており、敵を突いたり挟み込んだりすることができる。
また、四肢の電磁サークルから発射する電気的信号によってレイヨウ型モンスター同士で意志疎通している。
初登場は第3話で、南新宿小学校の女子児童・ショウコに襲い掛かったところを仮面ライダー龍騎に妨害される。杖を振るって応戦するも、その杖をドラグセイバーで両断され、最期はドラグクローファイヤーで倒された。
2体目のギガゼールは、同じレイヨウ型のメガゼールとともに南新宿小学校を襲撃したが、龍騎のドラゴンライダーキックを受けて敗れた。
第24話には3体目が出現し、龍騎、ナイト、ゾルダと交戦している。劇中では語られていないが、実はライダーバトルに乱入したレイヨウ型モンスターは全てインペラーに操られていたとされる。
第40話以降のギガゼールはインペラーの契約モンスターとして登場し、同種族のオメガゼールやマガゼールを引き連れて、インペラーの戦闘を支援した。
- 名前の由来は、大を意味する「giga」と、レイヨウの一種である「gazelle」。
- ギガゼールのデザイン時点では仮面ライダーインペラーの設定はできていなかったため、制作にあたって仮面ライダーとの連携は考慮されていなかった。
- 実際にはギガゼールとメガゼールのスーツが別々に作られているが、当初はレイヨウ型モンスター1体のスーツの角パーツを差し替えることで複数の個体に見せる予定だった。

召喚機
ガゼルバイザー
右膝に装備されているカードリーダー。形状はレイヨウの頭部を模している。
膝を曲げることでホルダー部が展開され、カードを差し込むのみで読み込ませることが可能。

所有カード・武器
アドベント
ギガゼールを召喚する。4,000 AP。
加えて、オメガゼールやマガゼールなどのレイヨウ型モンスターを同時に複数召喚できる。
スピンベント

ガゼルスタッブ
ギガゼールの角を模した形状の武器で、右手に装備する。2,000 AP。
ミラーワールドの大気中に存在する特殊なエネルギーを取り込み、内部のガゼルエンジンで動力に変換することで、2本の角状の巨大なドリル・ガゼルトルネードが起動する。高周波を放ちながら高速回転するガゼルトルネードは、巨岩をも粉砕するほどの高い穿孔力を持つ。
ボディ部分のガゼルディフェンダーは、敵の攻撃をはじく盾となる。
ファイナルベント
ドライブディバイダー
多数のレイヨウ型モンスターが敵に一斉に突進して怯ませた後、最後にインペラーがジャンプして、左足で真空飛び膝蹴りを決める。5,000 AP。

## 仮面ライダーベルデ
巨大企業「高見沢グループ」の総帥である高見沢逸郎が変身する仮面ライダー。すでに高い地位や莫大な財産を得ている身ながら、それに飽き足らず、超人的な力を得るためにライダーバトルに参戦している。
変身に際しては、まず鏡面の前に立ち、左手でカードデッキをかざすことでVバックルが出現して腰に装着される。次いで右腕を左上に移動させて顔の横で指を鳴らし、「変身！」の掛け声とともにVバックルにカードデッキを装填すると、ベルデの姿が体にオーバーラップして変身完了となる。
黒いグランメイルで全身を覆い、その上にシルバーアーマーを装備する。胸部装甲グリーンチェストなど、緑色のボディには赤いラインが入っている。頭部にバイオグリーザとの契約の証であるグーグルシェープを戴く。
コピーベントで他人の姿をコピーして騙し討ちしたり、クリアーベントで姿を隠して敵を攻撃し、弱体化させてからとどめを刺すなど、目的のためには手段を選ばない卑怯な戦い方を得意とする。
テレビシリーズへの登場はなく、活躍はテレビスペシャルのみ。ミラーワールドを閉じようとする仮面ライダー龍騎を邪魔者とみなし、戦闘継続を望む他の仮面ライダーたちと結託して葬り去ろうとする。龍騎を庇った仮面ライダーナイトにファイナルベント・デスバニッシュで致命傷を負わせるが、ナイトが最期の力で放ったファイナルベント・飛翔斬を受けて相打ちに持ち込まれた。
『仮面ライダーディケイド』第6話では、仮面ライダー裁判の参加者である青年が変身した。
『RIDER TIME 仮面ライダー龍騎』では味方側仮面ライダーとして登場し、木村という男性が変身する。
- 「カメレオンの仮面ライダー」は、4月放映を予定したテレビスペシャル用に篠原保がデザインしていたが、その企画は実現しなかった[137]。実際に登場したベルデはプレックスが改めてデザインしている[76]。モチーフは同じ爬虫類系のライダーである『仮面ライダーアマゾン』で、ショッカー怪人・死神カメレオンの意匠が取り入れられている[67][76]。また、同じ緑色を基調としているゾルダとの差別化を図るため、黄緑を基調とした西洋甲冑をイメージしたデザインにカメレオンの舌をイメージした赤いラインを入れている[67]。
- 名前の由来は、スペイン語で「緑」を意味する「verde」[50]。
- 撮影用スーツは、ミラーワールド用のもののみ制作された[210]。

契約モンスター

バイオグリーザ
カメレオン型モンスター。周囲360度の物体を視認できる巨大な目ワンダーアイを持ち、不安定な場所では周囲の物体に尻尾のバイオテイルを絡ませて体のバランスを保つことができる。保護色を自在に操るバイオボディによって周囲の景色に紛れ込み、口のバイオマウスから最大600メートルまで伸ばせる舌を出して獲物を捕食する。バネが仕込まれた逆関節の脛部分バイオスプリングが、驚異的なジャンプ力の源である。
劇中では自らが直接戦闘に参加することはなく、ベルデのファイナルベントをサポートするときのみ出現している。ベルデの死後の消息は不明。
『龍騎』原典ではベルデと同様に『13 RIDERS』のみの登場だが、後に『RIDER TIME 仮面ライダー龍騎』や『仮面ライダージオウ』のEP47（第47話）にも登場した。
- 名前の由来は、「生物の」を意味する「bio」と、緑を意味する「green」。

召喚機

バイオバイザー
左脚の大腿部に装備されている、カメレオンの頭を模したカードリーダー。カメレオンの舌のように伸縮するワイヤーが付いたカードキャッチャーを本体から手元まで引き出し、カードをキャッチャーに挟み込むと、自動的にワイヤーが引き戻されてカードを読み込む。
『仮面ライダーディケイド』第6話、『RIDER TIME 仮面ライダー龍騎』ではカードキャッチャーを使用せず、直接バイオバイザーに装填している。

所有カード・武器
アドベント
バイオグリーザを召喚する。4,000 AP。アドベントカードは存在するが、ファイナルベント発動時にバイオグリーザも含まれるため劇中未使用。
ホールドベント

バイオワインダー
バイオグリーザの巨大な目ワンダーアイと同じ形状の小型のヨーヨータイプの武器。2,000 AP。
カメレオンの意匠が施された指輪を、左手の中指に嵌めて取り扱う。指輪に繋がっている糸バイオストリングは600メートルまで伸び、時速200キロメートルのスピードで本体部分バイオハードを対象に当て、また手元に戻す。
打撃を加えるだけでなく、バイオストリングにより敵を捕縛するという使い方もできる。
クリアーベント
周囲の景色に体色を同化させ、自身の姿を隠す特殊カード。強力武器や必殺技を決める際に使用される。
『RIDER TIME 仮面ライダー龍騎』では、自身が触れた対象者も透明化させる効果を披露している。
コピーベント
他の仮面ライダーの外見や能力を模倣する特殊カード。
エビルダイバーによるコピーベントが武器や技の模倣に限られるのに対し、バイオグリーザによるコピーベントは仮面ライダーの姿まで写し取ることができる。同じ名称のアドベントカードでも、契約モンスターによって効果が変わってくるものと思われる。
ファイナルベント
デスバニッシュ
バイオグリーザの舌で足を固定されて宙吊りとなったベルデが、振り子の要領で移動して相手の体を抱えたまま空中に飛び上がり、パイルドライバーのように急降下して相手の頭を地面に激突させる。5,000 AP。

## 仮面ライダーオーディン
自ら「13人目」と名乗る、ライダーバトルに勝ち残った者が最後に対戦する相手とされる仮面ライダー。神崎士郎に代わって戦うほか、神崎の意に沿わない出来事を回避するために現れることもある。
黒いグランメイルで全身を覆い、その上にブラウンアーマーを装備する。胸部装甲ブラウンチェストなど、全身には黄金の羽根があしらわれている。頭部にはゴルトフェニックスとの契約の証であるゴルトクレストがある。
体を無数の羽根のような形状に変えて瞬間移動を行うほか、爆発性の羽根を撒き散らすなどの能力を、アドベントカードなしで発揮する。
使用するアドベントカードの縁の色が、他の仮面ライダーのサバイブ時と同様に金色となっていることから、サバイブ-無限-のカードによって常時オーディンサバイブの状態になっていると考えられる。
変身者の正体は、神崎が無作為に街の人々の中から選び出した人間である。たとえ戦いに敗れて消滅しても、カードデッキさえ残っていれば、新たなオーディンが何度でも出現する。劇中では変身する場面は描かれていないが、テレビシリーズでは3人の名の知れない者が変身したと思われる。ただし変身者が一定ではないため、戦闘経験の蓄積が乏しいという欠点がある。
『RIDER TIME 仮面ライダー龍騎』では、白いローブで顔を隠した正体不明の男性が変身し、アナザー龍騎に現実世界で殺人ゲームを行わせて、人間の生命エネルギーを謎のクリスタルに集めていた。原典には存在しなかった変身シーンも描かれており、黄金のVバックルを腰に装着して、黄金のオーラをまとったオーディンのカードデッキを手放すと、白いローブの男の周囲を浮遊しながら旋回して自動的にVバックルに装填され、変身者自らも黄金のオーラをまとってオーディンに変身後、背中にゴルトフェニックスの翼が現れて一瞬、羽ばたく。
- デザインモチーフは変身忍者 嵐[出典 31]。設定では一番強いライダーのため、金色を入れつつ、あまり他では見ないカッパーの割合を多くしている[139]。
- 名前の由来は、北欧神話の最高神である「オーディン」[50]。

契約モンスター

ゴルトフェニックス
不死鳥型モンスター。攻撃力は、ミラーモンスターの中で最大の8,000 APを誇る。
盾の能力を秘めた身体ゴルトボディーからは、常に黄金色の炎が放たれている。両の翼ゴルトウイングを一度羽ばたくだけで、遠方へと瞬間移動することができる。また、その羽根は1枚1枚が鋭くとがっており、鋼鉄をも寸断する。翼に飾られた紋様ゴルトシンボルはそれぞれに宿す力を表しており、右の翼の青い紋様は風を、左の翼の赤い紋様は炎を意味する。
3枚のサバイブカードは紋章が左上に描かれていないものの、その図柄はゴルトフェニックスが描かれたものであり、契約者のオーディンだけでなく、サバイブを使用したライダーをも強化変身させる役割を持っていたものと考えられる。
劇中では最終話（第50話）のオーディンのファイナルベントで呼び出されたときのみの登場で、オーディンが消滅した後の消息は不明。
『平成仮面ライダー怪人伝』では神崎士郎と契約していると記述している。
- 玩具のギミックとしては、仮面ライダーの背面に合体するダークウイングと同じもののため、付属する武器の数や翼の開き方、合体時に収納される首などで差別化を図っている。
- 名前の由来は、金を意味する「gold」と、不死鳥を意味する「phoenix」だが、「ゴルト」はドイツ語の発音である。

召喚機
ゴルトバイザー
杖型のカードリーダーで、オーディンが必要としたときに出現する。
その形状は不死鳥を模しており、尾羽の部分をスライドさせてアドベントカードを装填する。通常、上部の翼部分は閉じたままだが、展開して使用することもできる。しかしそれによって発揮されるパワーがどのようなものかは、謎のままであった。
『RIDER TIME 仮面ライダー龍騎』では、原典で未使用に終わった翼のスロットに、あらかじめ3枚のサバイブカードを装填しており、それによって仮面ライダージオウと仮面ライダーゲイツを圧倒する力を維持している。さらに3枚のサバイブカードを所持している限り、殺人ゲームとしてのライダーバトルを無限に続行できることが判明する。またファイナルベントの際は、標的であるジオウとゲイツに振り向けてゴルトフェニックスを突撃させるための照準器としても機能する。
- バイザーのスリットはサバイブのカードを象徴したデザイン。

所有カード・武器・技
サバイブ-無限-
3枚のサバイブカードのうち、中央に位置する1枚。オーディンを恒常的なサバイブ状態に変えていると思われる。
アドベント
ゴルトフェニックスを召喚する。8,000 AP。アドベントカードは存在するが、ファイナルベント発動時にゴルトフェニックスも含まれるため劇中未使用。
ソードベント

ゴルトセイバー
ゴルトフェニックスの翼の一部を模した最強の必殺剣。4,000 AP。
召喚することで2本の装備が可能で、硬く鋭い刃ゴルトエッジはミラーワールドに存在するいかなる物も真っ二つに両断できる。
柄頭のジョイントエリアは、オーディンのジペット・スレッドに接続するための箇所である。
ガードベント
ゴルトシールド
ゴルトフェニックスの背部から尾羽を模した無敵の盾。4,000 GP。
他の仮面ライダーのファイナルベントをも無効化できるとされている。
タイムベント
思いのままに時間を操る力を持つ特殊カード。劇中では、神崎士郎が妹の優衣と決別する展開を書き換えるために発動した。
オーディンの紋章があるため、原典の設定では他の仮面ライダーは使用できないが、『仮面ライダーディケイド』の第7話では、ナイトがオーディンから奪ったこのカードを龍騎が使用している。
- 元々商品化されるカードとして計画されていたが、総集編の話を描くため、導入された。

スチールベント
相手の装備を奪取する特殊カード。
スチールベントで龍騎サバイブに奪われたゴルトシールドを、同じカードで即座に奪い返した。
ストレンジベント
使用すると、カードデッキには含まれていない別のアドベントカードに変化する。
劇中未使用。他の仮面ライダーを凌ぐ力を備えたオーディンにとっては、特に使う必要がなかったためと考えられる。
ファイナルベント
エターナルカオス
オーディン最強の必殺技。10,000 AP。
黄金色の炎を放ちながら飛来したゴルトフェニックスが、飛び上がったオーディンの背中に合体して繰り出される。劇中では、技の全容は明かされなかったが、仮面ライダーナイトサバイブのエネルギーを奪って強化変身を解除させていた。
『KAMEN RIDER DRAGON KNIGHT』では、新撮されて全貌が描かれている。
『RIDER TIME 仮面ライダー龍騎』では、3枚のサバイブカードが装填されたゴルトバイザーを標的に振り向け、黄金のエネルギーをまとったゴルトフェニックスを突撃させるという形で描かれている。

## 疑似ライダー
清明院大学の香川英行教授は、神崎士郎が創り出した13人の仮面ライダーとは別に、「疑似ライダー」と呼ぶべき存在を独自に開発していた。
香川は偶然、神崎の研究ファイルを目にする機会があり、そのときは内容を1行たりとも理解できなかったものの、身に備わった瞬間記憶能力によってすべての文面を暗記していた。やがて神崎の目的を見抜いた香川は、神崎の計画が間違ったものであると判断し、その実行を阻止するために疑似ライダーを作り出したのである。
また、香川の研究室に所属する学生の東條悟が、神崎から仮面ライダータイガのカードデッキを与えられたため、その研究データも疑似ライダーの開発に用いられた。研究の過程では変身機能のないコピーデッキも作成され、香川と仲村創がそれぞれ手にしていた。
疑似ライダーのシステムは、アドベントカードを通じて契約を交わしたミラーモンスターの力を引き出すというもので、仮面ライダーと大きな違いがあるわけではない。

### オルタナティブ
清明院大学の学生である仲村創が変身する疑似ライダー。仲村は以前、神崎士郎とともに江島研究室に在籍しており、ミラーワールドの実験を強行して研究室の仲間を犠牲にした神崎に復讐するため、香川教授の協力者となった。
変身に際しては、香川の開発したVバックルと、円形の紋章が描かれたカードデッキを用いる。鏡面の前に立ち、カードデッキをかざすことでVバックルが出現して腰に装着される。次いでVバックルにカードデッキを装填すると変身が完了し、ミラーワールドへの突入が可能となる。ただしミラーワールドでの活動時間は8分25秒であり、神崎士郎が開発した仮面ライダーよりも短い。
黒い特殊強化皮膚ダイブスーツで全身を覆い、その上に保護具マリンアーマーを装備する。胸部はマリンアーマーにさらに装甲を重ねた三重構造のボーンチェストで、ボディの中で最も強固な部位となっている。ボディの各部に配置された三角形のジペット・スレッドは、契約モンスターに意思を伝達する遠隔操作デバイスポイントである。また、額から生えた2本の触角オルタアンテナにも、契約モンスターに意思を伝える機能がある。ゴーグル状の目サーフェースアイには赤外線視覚も備わる。
スラッシュダガーによる力押しの攻撃を得意とする。戦闘中は常にスラッシュダガーを手にしており、格闘戦はほとんど行わなかった。
劇中では3度にわたって神崎優衣の命を狙ったが、そのたびに仮面ライダー龍騎によって阻まれる。やがて短気な性格が災いして、仲間であるはずの東條悟 / 仮面ライダータイガから逆恨みされ、命を奪われてしまった。
- 元々はコオロギ型モンスターとして篠原保が考えていたデザインだったものを人型にアレンジしている[出典 33]。そのため他の仮面ライダーとの関連性はあまり考えられておらず、唯一の例外はボディカラーの差し色にブランク体で使われていたブルーグレーを採用した点である[67]。
- オルタナティブとは「代替品」を意味する英語である[50]。
- 仮面ライダーが存在していない世界にいる「バイクヒーロー」がデザインのイメージとなっており、モトクロスに使用される加工したプロテクターや革のツナギ、ライディングスーツなど「人が作った感」を出している[315][136]。
- オルタナティブのVバックルのモチーフはタイフーン[136]。デッキの挿入口があるため左右非対称だが、上下を反転させることでミラーワールドの鏡像描写にも対応させている[67][136]。また、他のライダーとは少し異なるものであるため、カードデッキを入れる方向も逆となっている[140]。

契約モンスター
サイコローグ
コオロギ型モンスター。オルタナティブとオルタナティブ・ゼロは、同一の個体と契約を交わしている。

召喚機
スラッシュバイザー
右腕に装着されているカードリーダー。

所有カード・武器
アドベント
サイコローグを召喚する。しかしこのカードを使う機会がないままオルタナティブが倒されたため、未使用に終わった。
ソードベント
スラッシュダガー
サイコローグが変形したサイコローダーのテール部分と同形の剣。2,000 AP。刀身からは鋭いトゲがいくつも生えており、超振動波を放つことで対象を粉砕する。
離れた敵相手には、刀身から破壊エネルギーを打ち出して攻撃することができる。
さらに、幅広の刀身を盾として扱うことも可能だが、その際のGPは不明である。
アクセルベント
瞬間的に加速して攻撃を仕掛ける。2,500 AP。
複数の敵と戦う場合や、奇襲する際に有効である。
ホイールベント
サイコローグを、バイク形態のサイコローダーへと変形させる。劇中未使用。
ファイナルベント
デッドエンド
サイコローダーに搭乗し、コマのように高速回転して体当たりする。8,000 AP。
仮面ライダー龍騎に対して使おうとしたが、その直前に仮面ライダータイガの不意打ちを受けたため、発動できなかった。

### オルタナティブ・ゼロ
香川英行が変身する疑似ライダー。オルタナティブのプロトタイプである。
変身に際しては、まず鏡面の前に立ち、右手でカードデッキをかざすことでVバックルが出現して腰に装着される。次いでカードデッキを真上に投げつつ「変身！」と発声し、落ちてきたカードデッキを左手で受け止めてVバックルに装填すると、オルタナティブ・ゼロの姿が体にオーバーラップして変身完了となる。
外見はオルタナティブとほぼ同じ。オルタナティブ・ゼロにしかない特徴は、額に銀色の「V」の文字が描かれていることと、両肩のパイプが銀色になっていること。そして腕と体側部に銀色のラインが入っていることである。このラインには TRIAL PROTOTYPE-00 と書かれている。
また、設計上の性能や使う武器もオルタナティブと全く同じであり、実戦での強さの差は、それぞれの変身者の経験を反映したものと言える。香川には一度見たものすべてを記憶する能力があるため、短時間で相手の攻撃パターンを全て把握して予測し、反撃に転じるという戦法を取る。
香川は「多くの人々を救うために1人を犠牲にできる勇気を持つのが英雄だ」という信念を抱いており、ミラーワールドを閉じようとして神崎優衣の命を狙うのは、決して私心からではなく、ただ自らが信じる正義を貫くためだった。だが、「ライダーバトルに勝ち残るのが真の英雄だ」と心変わりした東條悟 / 仮面ライダータイガに裏切られて、敢えない最期を遂げることとなった。
- カードデッキを空中に投げて再びキャッチするという変身ポーズは、ボウリングで変わった投げ方をしていた客からヒントを得たものである[140]。

契約モンスター

サイコローグ
コオロギ型モンスター。オルタナティブおよびオルタナティブ・ゼロと契約している。
敵を素早い動きと多彩な足技で翻弄し、壁面を蹴った反動で体当たりを仕掛けるなど、トリッキーな攻撃を得意とするほか、顔の正面に空いた穴から無数のミサイルを放つ。
香川の命で優衣を襲うが、神崎士郎が送り込んだガルドストームに妨害される。ギガゼールらとともに再襲撃をかけた際は、ミラーワールドの創造者たる優衣の指示に逆らうことができず、逆にオルタナティブ・ゼロを攻撃してしまった。契約者が2人とも命を落とした後は、自己判断で仮面ライダー龍騎と仮面ライダーナイトを狙い、龍騎のドラグクローファイヤーとナイトの飛翔斬を受けて敗れた。
映画『劇場版 仮面ライダーディケイド オールライダー対大ショッカー』では大ショッカーの所属の怪人として登場。こちらではスラッシュダガーを武器に使用している。
- 名前の由来は、「psyco」とコオロギから。名称は元々オルタナティブがコオロギ型モンスターとして考えられていたころの仮称である。
- 顔面にあるマスクは、「人工的な服従回路」をイメージしたものとなっており、制御用のメカを野生のミラーモンスターに後付けしたという解釈となっているため、本来の顔の一部が後頭部から見えている。顔にある穴は名前のダジャレでサイコロから来ている。

サイコローダー
オルタナティブやオルタナティブ・ゼロが、ホイールベントやファイナルベントを使用した際に、サイコローグが変形するバイク。
変形に際しては、前屈みの姿勢で走るサイコローグが宙に浮かび、両手足に縮小して収納されていた車輪サイコホイールが出現し、胸部からは生体エンジン・パワーコアが露出する。最後に両足から後方へスラッシュダガーが伸長して変形完了する。
- デザインモチーフは『仮面ライダースーパー1』のブルーバージョン。
- 撮影用プロップは他の仮面ライダーのバイクの改造となっている。

召喚機
スラッシュバイザー
右腕に装備されているカードリーダー。アドベントカードをスラッシュすることでその効果を発揮し、使用されたカードは入力と同時に消滅する。
電子音声は女性の声音を模している。

所有カード・武器
アドベント
サイコローグを召喚する。6,500 AP。
ソードベント
スラッシュダガー
ソードベントによって召喚される、サイコローダーのテール部分が変形した長剣。2,000 AP。
刀身両側面に鋭いトゲが5本ずつ並んでおり、超振動波を発して触れる物すべてを粉砕する。また、破壊エネルギーを先端から撃ち出して離れた相手を攻撃できる。
優衣に操られたサイコローグと戦った際は、契約モンスターに傷を負わせないように柄の部分で打撃を加えていた。
アクセルベント
瞬間的に超高速で移動して攻撃する特殊カード。2,500 AP。
複数の敵を相手取るときに有効で、仮面ライダーナイトがトリックベントで生み出した分身を打ち破った。
ホイールベント
サイコローグをサイコローダーに変形させるカード。4,500 AP。
ファイナルベントのカードだけでも変形させられるため、劇中でこのカードは使われなかった。
ファイナルベント
デッドエンド
サイコローダーに搭乗し、コマのように高速回転しながら相手に突撃する。8,000 AP。